# Herb rejonu hajworońskiego

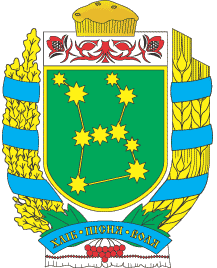
Herb Rejonu hajworońskiego

Herb Rejonu hajworońskiego – jeden z oficjalnych symboli Rejonu hajworońskiego w Obwodzie kirowohradzkim.

## Opis
Tarcza ma kształt prostokąta zakończonego u podstawy półkolem. W zielonej tarczy złoty gwiazdozbiór Oriona (ukraińska nazwa: gwiazdozbiór „Złotego pługa”). Tarcza otoczona wieńcem z liści dębu po prawej i kłosów  pszenicy po lewej – spowitym błękitną wstęgą. Klejnot: chleb złożony na ukraińskim haftowanym ręczniku. Motto: na lazurowej wstędze złote słowa „Хліб, пісня, воля”.

## Uzasadnienie heraldyczne
Według starożytnych legend ziemie tamtejsze długo zamieszkane były przez Scytów‑Oraczy, którzy zajmowali się rolnictwem. W czasie Bożego Narodzenia – jednego z najważniejszych świąt chrześcijańskich – konstelacja Oriona znajduje się tuż nad horyzontem sprawiając złudzenie, że „Złoty pług” spada, jako dar bogów dla ludzi, na ziemię. Tak też stał się gwiazdozbiór ów symbolem rolnictwa, które zawsze było głównym źródłem utrzymania mieszkańców regionu.